# Kliplev
Kliplev (deutsch Klipleff) ist ein dänischer Ort mit 1.247 Einwohnern (Stand: 1. Januar 2023) in der Aabenraa Kommune, Region Syddanmark.
Die gotische Erlöserkirche (Vor Frelser) von 1450 bildet den Mittelpunkt von Kliplev Sogn. Sie beeindruckt als ehemalige Wallfahrtskirche mit einer für nordische Verhältnisse üppigen barocken Ausstattung, zahlreichen Kapellen und einem weithin sichtbaren Dachreiter.

## Wirtschaft und Verkehr
Gleich westlich des Ortes verläuft die Europastraße 45, im Norden die  Primærrute 8 nach Sønderborg.
Kliplev hat einen Haltepunkt an der Bahnstrecke Sønderborg–Tinglev und ist InterCity-Bahnhof der Verbindung von Kopenhagen nach Sønderborg. Die Bahnhöfe in Bjerndrup und Lundtoft wurden hingegen 1974 stillgelegt.